# Teoria Jahody
Teoria Jahody – jedna z teorii pozwalająca badać czynnik motywacji do pracy, w oparciu o wiedzę na temat osób, które utraciły pracę oraz wynikających z tego faktu konsekwencji. W swojej teorii Marie Jahoda wyróżniła dwa rodzaje potrzeb. Potrzeby jawne (ekonomiczne), czyli praca jako źródło środków finansowych zabezpieczających życie człowieka oraz potrzeby utajone (psychologiczna funkcja pracy), wynikające z pragnienia nawiązania i utrzymywania kontaktów społecznych, chęci osiągania i zachowania wysokiego statusu społecznego] oraz poczucia celowości i struktury czasu.
Zgodnie z tym podejściem ludzie podejmują pracę głównie w celu zaspokojenia potrzeby jawnej. Jednak to utrata możliwości zaspokojenia potrzeb utajonych stanowi jeden z najważniejszych kosztów bezrobocia z perspektywy jednostki. Praca zapewnia odporność psychiczną oraz aktywność jednostki, zaś jej brak jest źródłem pasywności i rezygnacji. Niemniej jednak, nie we wszystkich przypadkach występują negatywne konsekwencje utraty zatrudnienia. Jeśli jednostka jest w stanie zaspokoić potrzeby utajone poza miejscem pracy lub w inny odpowiedni sposób, wówczas nie jest ona narażona na odczuwanie dyskomfortu czy cierpienia.

## Historia
Teoria została sformułowana w oparciu o badania nad motywacją do pracy osób, które utraciły zatrudnienie. Swoje obserwacje Marie Jahoda rozpoczęła w roku 1931 nad bezrobotnymi mieszkańcami austriackiej wioski Marienthal w gminie Gramatneusiedl. Jak podkreślała sama autorka, badania nie opierały się na żadnej konkretnej teorii. W związku z niewielką koncentracją na metodzie badawczej, nie postawiono pytań badawczych, a jedynie skoncentrowano się na problemie i obserwacji osób bezrobotnych. Koncepcja Jahody do dziś wywiera wpływ na wiedzę na temat przyczyn i skutków bezrobocia.